# Parophasme de Galinier
Sylvia galinieri
Genre
Espèce
Statut de conservation UICN

 LC  : Préoccupation mineure
Le Parophasme de Galinier (Sylvia galinieri), Phyllanthe ou Fauvette de Galinier, est une espèce de passereaux de la famille des Sylviidae. Il était classé auparavant dans la famille des Timaliidae.
L'espèce porte le nom de l'explorateur français Joseph Germain Galinier (1814-1888) qui avait participé, de 1839 à 1843, à une expédition en Abyssinie de concert avec Pierre Victor Adolphe Ferret (1814-1882).

## Répartition
Il est endémique en Éthiopie.

## Habitat
Il habite les forêts sèches tropicales et subtropicales.

## Systématique
Le parophasme de Galinier était anciennement placé dans son propre genre Parophasma, avant d'être reclassifié comme membre du genre Sylvia en 2021 à la suite d'études phylogénétiques.